# (416252) Manuelherrera
(416252) Manuelherrera est un astéroïde de la ceinture principale d'astéroïdes.

## Description
(416252) Manuelherrera est un astéroïde de la ceinture principale. Il fut découvert le 5 mars 2003 à Sierra Nevada par José Luis Ortiz Moreno. Il présente une orbite caractérisée par un demi-grand axe de 2,64 UA, une excentricité de 0,21 et une inclinaison de 13,0° par rapport à l'écliptique.

## Compléments